# بيتر شوبرت (دبلوماسي)
بيتر شوبرت (بالألمانية: Peter Schubert)‏ هو دبلوماسي ألماني، ولد في 4 فبراير 1938 في درسدن في ألمانيا، وتوفي في 1 أكتوبر 2003 في برلين في ألمانيا.